# Mala Pristava (Šmarje pri Jelšah)
Mala Pristava is een plaats in Slovenië en maakt deel uit van de gemeente Šmarje pri Jelšah in de NUTS-3-regio Savinjska. De plaats telde 79 inwoners op 1 januari 2020.